# Lago La Paloma
El lago La Paloma es una masa superficial de agua perteneciente a la cuenca del río Aysén y ubicada 42 km al sur de la Ciudad de Coyhaique.: 87 
(No confundir con el embalse La Paloma.)

## Historia
Luis Risopatrón le señala equivocadamente como tributario del río Cóndor (un afluente del lago Riesco en el mapa de Risopatrón):
Paloma (Laguna de la) 45° 54' 72° 05'. Es alargada, se encuentra en medio de las sierras selvosas de la cordillera de Los Andes i es tributaria del rio Cóndor, del Aisen. 120, p. 124; 134; 154; i 156.